# Majda Merše
Majda Merše, slovenska jezikoslovka in filologinja, *29. avgust 1949, Ljubljana.
Življenje in delo
Majda Merše (rojena Perne) se je rodila 29. 8. 1949 v Ljubljani. Osnovno šolo je obiskovala na Skaručni in v Vodicah nad Ljubljano, gimnazijo pa v Šentvidu. Maturirala je leta 1968. Diplomirala je leta 1974 na Filozofski fakulteti Univerze v Ljubljani (A – slovenski jezik s književnostjo, B – primerjalna literarna zgodovina z literarno teorijo). V šolskem letu 1976/77 je pod mentorstvom prof. dr. Martine Orožen na Oddelku za slovanske jezike in književnosti iste fakultete pričela s študijem ob delu na tretji stopnji. Končala ga je leta 1985 z zagovorom magistrske naloge Pomenska in besedotvorna struktura glagola v jeziku Jurija Dalmatina. Leta 1986 je prav tako na Filozofski fakulteti v Ljubljani prijavila temo za doktorsko disertacijo z naslovom Glagolski vid kot besedotvorno-oblikoslovna kategorija v jeziku slovenskih protestantskih piscev 16. stoletja. Doktorirala je leta 1993.
Februarja 1975 je kot stažistka – raziskovalka pričela z delom v tedanji Komisiji za historične slovarje Inštituta za slovenski jezik SAZU. V isti delovni enoti, ki je bila kasneje preimenovana v Sekcijo za zgodovino slovenskega jezika (deluje v sklopu Inštituta za slovenski jezik Frana Ramovša ZRC SAZU), je bila zaposlena do upokojitve novembra 2012 – od 2004 dalje kot njen vodja. Leta 1977 je bila izvoljena v naziv asistentka, v nadaljnjih letih v višje nazive, končni naziv znastvena svetnica pa je pridobila leta 1999. Leta 1976 se je krajši čas seznanjala z delom za zgodovinski slovar na oddelku za zgodovinske slovarje Ústava pro jazyk český Československé akademie věd v Pragi.
Na Filozofski fakulteti Univerze v Ljubljani je bila leta 1996 izvoljena v naziv docentka za zgodovino slovenskega jezika, na Univerzi v Mariboru pa 2001 v naziv izredna profesorica za zgodovino slovenskega jezika. Od leta 1998 do 2009 je predavala na Pedagoški fakulteti oz. (po ustanovitvi) na Filozofski fakulteti Univerze v Mariboru na Oddelku za slovanske jezike in književnosti (en oz. dva predmeta). Na ZRC SAZU je bila raziskovalna mentorica več mladim raziskovalcem, na Filozofski fakulteti Univerze v Ljubljani pa somentorica dvema doktorantoma. Bila je tudi članica komisij za oceno in zagovor doktoratov na Univerzi v Ljubljani in Univerzi v Mariboru.
Ob prihodu na Inštitut za slovenski jezik je bila vključena v komaj začeta pripravljalna dela za načrtovani slovar slovenskega knjižnega 16. stoletja. Z zbiranjem gradiva, urejanjem kartoteke, ki v celoti šteje pribl. 3.300.000 listkov, in reševanjem številnih jezikoslovnih vprašanj in slovaropisnih dilem, ki so se odpirale v delovnem procesu, je bila zaposlena skoraj dve desetletji. Je soavtorica Poskusnega snopiča Slovarja slovenskih protestantskih piscev 16. stoletja (2001), ki predstavlja teoretično osnovo in redakcijska načela načrtovanega slovarja, ter soavtorica Besedja slovenskega knjižnega jezika 16. stoletja (2011). Izdelala je večje število gesel za prvi zvezek Slovarja slovenskega knjižnega jezika 16. stoletja.
Sodelovala je tudi pri končni redakciji obrnjenega Kastelec-Vorenčevega rokopisnega latinsko-slovenskega slovarja (1680–1710), ki ga je pripravljal Jože Stabej (Ljubljana, 1997). Je sourednica (ob Hansu Rotheju in Jožetu Krašovcu) slovenskih zvezkov mednarodne zbirke Biblia Slavica, ki sta izšla pri založbi Ferdinand Schöningh leta 2006.
Bila je odgovorna nosilka triletnega (1996–1999) projekta Slovnični opis knjižnega jezika 16. stoletja in vodja petletnega (1999–2004) raziskovalnega programa Slovenska terminologija in zgodovinski slovarji slovenskega jezika. V letih 2008–2011 je strokovno sodelovala pri projektu Neznani rokopisi slovenskega slovstva 17. in 18. stoletja: informacijsko-tehnološko podprta evidenca, znanstvene objave in analize (vodja Matija Ogrin).
Leta 2008 je v okviru praznovanja petstote obletnice Trubarjevega rojstva kot predsednica organizacijskega odbora vodila pripravo simpozija Slovenski knjižni jezik 16. stoletja. Ob tehnični pomoči Kozme Ahačiča in Andreje Žele je uredila Trubarjevo številko Slavistične revije, v kateri so izšli na simpoziju predstavljeni prispevki  (2008/2009). Je članica uredniškega odbora revije Slovenski jezik – Slovene Linguistic Studies (od leta 1997 dalje). V letih 2003-2017 je bila članica Komisije za slovansko leksikologijo in leksikografijo pri Mednarodnem slavističnem komiteju.
Raziskovalno se ukvarja z zgodovino slovenskega jezika. Njena osrednja raziskovalna tema je sistem slovenskega knjižnega jezika 16. stoletja, še posebej pa glagol z besedotvornega, oblikoslovnega, pomenskega in stilnega vidika. Raziskuje tudi številna druga, s slovarskim delom tesno povezana (besedjeslovna in slovaropisna) vprašanja. Je avtorica monografije o glagolskem vidu (SAZU 1995) in dveh monografij o slovenskem knjižnem jeziku 16. stoletja (ZRC SAZU 2011 in 2013).
Nagrade in priznanja
Leta 2011 je prejela nagrado Ustanove patra Stanislava Škrabca za posebne dosežke na področju slovenističnega jezikoslovja, leta 2014 priznanje Zveze društev Slavistično društvo Slovenije za posebne dosežke na strokovnem področju, leta 2019 pa naziv Zaslužna raziskovalka ZRC SAZU.
Izbrana bibliografija
1992. MERŠE, Majda, JAKOPIN, Franc, NOVAK, France. Fonološki sistem knjižnega jezika slovenskih protestantov. Slavistična revija : časopis za jezikoslovje in literarne vede. [Tiskana izd.]. 1992, 40, št. 4, str. 321-340. [COBISS.SI-ID 33702144]
1995. MERŠE, Majda, JAKOPIN, Franc (urednik). Vid in vrstnost glagola v slovenskem knjižnem jeziku 16. stoletja = Aspect and aktionsart in the 16th century Slovene literary language. Ljubljana: Slovenska akademija znanosti in umetnosti, 1995. 419 str. Dela, 44. [COBISS.SI-ID 56531712]
2001. MERŠE, Majda, NOVAK, France, PREMK, Francka. Slovar jezika slovenskih protestantskih piscev 16. stoletja : poskusni snopič. Ljubljana: Založba ZRC, ZRC SAZU, 2001. 131 str. [COBISS.SI-ID 110942464]
2003. Slovnična obvestilnost načrtovanega Slovarja jezika slovenskih protestantskih piscev 16. stoletja. V: VIDOVIČ-MUHA, Ada (ur.). Slovenski knjižni jezik - aktualna vprašanja in zgodovinske izkušnje : ob 450-letnici izida prve slovenske knjige. Ljubljana: Center za slovenščino kot drugi/tuji jezik pri Oddelku za slovenistiko Filozofske fakultete, 2003. Str. 581-596. Obdobja, 20. [COBISS.SI-ID 21447469]
2006. Glagolski vid v povezavi z drugimi glagolskimi kategorijami v knjižnem jeziku 16. stoletja = Verbal aspect in correlation with other verbal categories in the 16th-century Slovenian literary language. V: VIDOVIČ-MUHA, Ada (ur.). Slovensko jezikoslovje danes = Slovenian linguistics today. Ljubljana: Slavistično društvo Slovenije, 2006. Letn. 54, št. 4, str. 177-191, 545-560. Slavistična revija, letn. 54, pos. št. [COBISS.SI-ID 25894957]
2006. MERŠE, Majda (avtor, urednik, avtor dodatnega besedila), AHAČIČ, Kozma, LEGAN RAVNIKAR, Andreja, NARAT, Jožica, NOVAK, France, PREMK, Francka. Wortschatz der slowenischen Bibelübersetzungen des 16. Jahrhunderst. V: KRAŠOVEC, Jože (ur.), MERŠE, Majda (ur.), ROTHE, Hans (ur.). Matthäus-Evangelium (1555) ; Paulus, Römerbrief (1560) ; Paulus-Briefe (1561, 1567) ; Psalter (1566) ; Neues Testament (1581-1582) ; Pentateuch (1578) ; Proverbia (1580). Paderborn [etc.]: F. Schöningh, 2006. Bd. 3,2: kommentare, str. [99]-325. Biblia Slavica, Ser. 4, Südslavische Bibeln, Bd. 3. [COBISS.SI-ID 26882605]
2008-2009. MERŠE, Majda. Oblikoslovje slovenskega knjižnega jezika 16. stoletja. V: MERŠE, Majda (ur.). Trubarjeva številka. Ljubljana: Slavistično društvo Slovenije. 2009, str. [47]-68. Slavistična revija, letn. 56/57, št. 2008-4/2009-1. [COBISS.SI-ID 29586733]
2009. MERŠE, Majda, CVETKO-OREŠNIK, Varja (urednik). Slovenski knjižni jezik 16. stoletja : razprave o oblikoslovju, besedotvorju, glasoslovju in pravopisu. Ljubljana: Založba ZRC, ZRC SAZU, 2009. 393 str., ilustr. Zbirka Linguistica et philologica, 23. [COBISS.SI-ID 248283904]
2011. AHAČIČ, Kozma, LEGAN RAVNIKAR, Andreja, MERŠE, Majda, NARAT, Jožica, NOVAK, France. Besedje slovenskega knjižnega jezika 16. stoletja. Ljubljana: Založba ZRC, ZRC SAZU, 2011. 641 str. Zbirka Slovarji. [COBISS.SI-ID 254810112]
2011. Vloga kazalk v slovenskem zgodovinskem slovaropisju. V: JESENŠEK, Marko (ur.). Izzivi sodobnega slovenskega slovaropisja. Maribor: Mednarodna založba Oddelka za slovanske jezike in književnosti, Filozofska fakulteta, 2011. Str. 334-352. Mednarodna knjižna zbirka Zora, 75. [COBISS.SI-ID 33033261]
2013. Slovenska leksikografija in leksikologija v zgodovinski perspektivi. V: ČERNYŠEVA, M. I. (ur.). Slavjanskaja leksikografija. Moskva: Azbukovnik, 2013. Str. 217-251. [COBISS.SI-ID 36109613]
2013. Slovenski knjižni jezik 16. stoletja : razprave o jezikovnem sistemu, besedju in prevodni problematiki. Ljubljana: Založba ZRC, ZRC SAZU, 2013. 436 str., ilustr. Zbirka Linguistica et philologica, 29. ISBN 978-961-254-666-3, ISBN 978-961-05-0406-1. [COBISS.SI-ID 271004416]
2014. Megiserjeva slovarja 1592 in 1603 v slovenski jezikoslovni zavesti ter prekrivnost slovenskega besedja v njih. Stati inu obstati : revija za vprašanja protestantizma. [Tiskana izd.]. 2014, [št.] 19/20, str. 42-66, 428-429. [COBISS.SI-ID 37796397]
2015. Kreljeva Postilla slovenska (1567) v odnosu do Spangenbergove prevodne predloge. Stati inu obstati : revija za vprašanja protestantizma. [Tiskana izd.]. okt. 2015, [št.] 21/22, str. 74-97, 364. [COBISS.SI-ID 39031597]
2015. Slovensko slovaropisje in kritika. Slavia Centralis. [Tiskana izd.]. 2015, letn. 8, št. 1, str. 51-74. [COBISS.SI-ID 38473773]
2017. Raba glagola biti sem v slovenskem knjižnem jeziku 16. stoletja. V: FURLAN, Metka (ur.), TORKAR, Silvo (ur.), WEISS, Peter (ur.). Ob jubileju Ljubov Viktorovne Kurkine. Ljubljana: Založba ZRC, 2017. 23, [št.] 2, str. 211-227. Jezikoslovni zapiski, 23, 2017, št. 2. [COBISS.SI-ID 42573357]
2017. Slovenska zgodovinska leksikologija - dosežki in problematika = Slovenskaja istoričeskaja leksikologija - dostičenija i problematika. V: ČERNYŠEVA, M. I. (ur.). Leksikologija i leksikografija slavjanskih jazykov : k XVI Meždunarodnomu sezdu slavistov. Moskva: Leksrus, 2017. Str. 379-411, 784-822. [COBISS.SI-ID 43826733]
2019. Frazni glagoli v slovenskem knjižnem jeziku 16. stoletja. Slavia Centralis. [Tiskana izd.]. 2019, letn. 12, št. 1, str. 142-157. [COBISS.SI-ID 44953645]
Zunanje povezave
Majda Merše: slovenistična bibliografija 1979-2019 (Alenka Porenta -  Peter Weiss) HTTPS://DOI.ORG/10.3986/JZ.252.13
https://isjfr.zrc-sazu.si/sl/sodelavci Arhivirano 2021-01-24 na Wayback Machine.